# 中嶋章義
中嶋 章義（なかじま あきよし、1950年4月27日 - 2019年8月25日）は、日本の経営者。カネボウ社長、会長を務めた。兵庫県西宮市出身。

## 経歴・人物
1974年に慶應義塾大学商学部を卒業し、同年に鐘紡に入社した。2004年3月に社長に就任し、同年11月には会長も兼任。2012年1月から2014年3月までにクラシエフーズ社長を務めた。
2019年8月25日、膵臓癌のために死去。69歳没。